# Некрасов, Иван Яковлевич
Иван Яковлевич Некрасов (1929—2000) — советский и российский геолог, специалист в области геологии, минералогии и физико-химической петрологии, член-корреспондент АН СССР (1990), лауреат Государственной премии СССР и премии имени А. П. Виноградова (1997).

## Биография
Родился 4 октября 1929 года в поселке Тошковка, Лисичанский район, Луганская область.
В 1951 году с отличием окончил Донецкий политехнический институт (геологоразведочный факультет).
С 1951 по 1955 годы работал начальником геологических партий и заведующий лабораторией Нижне-Индигирского Рай ГРУ (Якутская АССР).
С 1955 по 1956 годы учился в аспирантуре Ростовского государственного университета.
В 1956 году защитил кандидатскую диссертацию, тема: «Структурные и генетические особенности Депутатского рудного узла».
С 1957 по 1959 годы — научный сотрудник, а с 1959 по 1966 годы — заведующий лабораторией Института геологии Якутского филиала СО АН СССР (Якутск).
В 1965 году — защитил докторскую диссертацию, тема: «Условия образования магматических пород и эндогенных месторождений Верхояно-Чукотской складчатой области».
С 1966 по 1969 годы — старший научный сотрудник, руководитель группы ИФТТ ННЦ (Ногинского научного центра) АН СССР, куда был приглашен на работу персонально академиком Д. С. Коржинским.
С 1969 по 1988 годы — заведующий лабораторией «Физико-химические условия рудообразования» (1969—1986), ведущий научный сотрудник (1986—1988) ИЭМ АН СССР (п. Черноголовка Московской области).
В 1973 году ему было присвоено учёное звание профессора.
С 1988 по 1993 годы — директор ДВГИ ДВО АН СССР (Владивосток).
В 1990 году был избран членом-корреспондентом АН СССР.
С 1993 по 2000 годы — советник лаборатории экспериментальной геологии и петрологии ДВГИ.
Скончался 15 сентября 2000 года.

## Научная и общественная деятельность
Область исследований — геология месторождений цветных, редких и благородных металлов и экспериментальное изучение физико-химических условий поведения (мобилизация, транспорт и отложение) рудных компонентов (в расплавах и гидротермальных растворах) в ходе эндогенного рудообразования.
Автор более 320 научных работ, в том числе семи монографий, сборника, восьми авторских свидетельств и статей в периодической печати в России и за рубежом.

## Награды
- Государственная премия СССР (1971)
- Государственная премия РСФСР (1990)
- Премия имени А. П. Виноградова (1997) — за монографию «Геохимия, минералогия и генезис золоторудных месторождений»
- «Первооткрыватель месторождения» (1978)
- Почетная грамота ДВО РАН (1989)